# Términos de intercambio
Términos de intercambio, también denominado relación real de intercambio o intercambio de economía (en inglés Terms of Trade, TOT) es un término utilizado en economía y comercio internacional para medir la evolución relativa de los precios de las exportaciones y de las importaciones de un país, y puede expresar asimismo la evolución del precio de los productos exportados de los países, calculado según el valor de los productos que importa, a lo largo de un período, para saber si existen aumentos o disminuciones. Se habla de «deterioro de los términos de intercambio» cuando el precio de los productos exportados tiende a disminuir comparado con el de los productos importados. 
Los términos de intercambio han sido utilizados a veces como indicador indirecto del bienestar social de un país. Aunque esta valoración es muy cuestionable, es cierto que una mejora en los términos de intercambio es algo positivo para un país, porque eso significa que debe pagar menos por los productos que importa.

## Modelo básico de exportación/importación de un solo producto (commodity) para dos países
El modelo básico para el cálculo de la relación de intercambio, es el que supone la existencia de dos países que comercian con dos productos, por ejemplo trigo y acero, el primer país exporta trigo y compra acero, mientras que el segundo exporta acero e importa trigo. Los términos de intercambio indican cuantas unidades del bien importado, puedo adquirir mediante la exportación de una unidad nacional.
Por ejemplo, si el precio de la tonelada de trigo es 50 dólares y el precio de la tonelada de acero es 100 dólares, los términos de intercambio del país exportador de trigo se calculan dividiendo 50 por 100 (50/100 = 0,5) y viceversa para calcular los términos de intercambio del país exportador de acero (100/50 = 2). 
Esa relación de precios se establece a lo largo de un período. Por ejemplo si el valor del trigo en los dos años siguientes baja a 40 dólares el primer año y a 30 dólares el segundo, los términos de intercambio se modifican. Por ejemplo:
- Para el país exportador de trigo: 
  - Año base: 50/100 = 0,5
  - Primer año: 40/100 = 0,4
  - Segundo años: 30/100 = 0,3

- Para el país exportador de acero: 
  - Año base: 100/50 = 2
  - Primer año: 100/40 = 2,5
  - Segundo años: 100/30 = 3,33

## Modelo para varios productos (commodities) y varios países
Para el caso más realista de muchos productos intercambiados entre varios países, la relación real de intercambio puede calcularse utilizando el índice Laspeyres. En este caso, el término de intercambio de un país es el resultado de dividir el índice de precios de Laspeyre de los productos exportados entre el índice Laspeyre de las importaciones.
El índice Laspeyre de las exportaciones es el valor a precios actuales de los productos exportados en el periodo base dividido entre el valor en el periodo base de las exportaciones ese mismo año, de manera similar se actúa para calcular el índice Laspeyres de las importaciones.
{\displaystyle {{p_{x}^{c}\,q_{x}^{0}} \over {p_{x}^{0}\,q_{x}^{0}}}\left/{{p_{m}^{c}\,q_{m}^{0}} \over {p_{m}^{0}\,q_{m}^{0}}}\right.}
Donde
{\displaystyle p_{x}^{c}=}precio de los productos exportados en el período actual
{\displaystyle q_{x}^{0}=} cantidad de productos exportados en el período base
{\displaystyle p_{x}^{0}=} precio de los productos exportados en el período base
{\displaystyle p_{m}^{c}=} precio de los productos importados en el período actual
{\displaystyle q_{m}^{0}=} cantidad de productos importados en el período base
{\displaystyle p_{m}^{0}=} precio de los productos importados en el período base

## Otras fórmulas para calcular los términos de intercambio
1. Los términos de intercambio por trueque neto ("net barter" en inglés) es la división (expresada en porcentaje) de los precios relativos de exportación e importación manteniendo constante el volumen exportado.
2. Los términos de intercambio por trueque bruto ("gross barter" en inglés) es la división (expresada en porcentaje) de un índice cuantitativo de exportaciones sobre un índice cuantitativo de importaciones.
3. Términos de intercambio por ingreso es la división (expresada en porcentaje) del valor de las exportaciones sobre el precio de las importaciones.
4. Los términos de intercambio con factor único es el cálculo por trueque neto ajustado según los cambios en la productividad de las exportaciones.
5. Los términos de intercambio con doble factor ajusta según los cambios en la productividad de las exportaciones y las importaciones.